# Hívatlan vendég (Csillagkapu)

## Ismertető
| Figyelem: Itt a Csillagkapu 10. évadjának cselekményét vagy a végkifejletet is olvashatod. |

Amint az CSK-1 többi része készül, hogy csatlakozzon Landryhez és Mitchellhez akik vakációjukat töltik, a CSK-3-at segítő Teal’c (Christopher Judge) észreveszi, hogy egy távoli bolygó lakóit egy vad és elfoghatatlan idegen lény csonkítja.
Bár a CSK-1 feltételezi, hogy az Ori lehet az ügy mögött, hamarosan rájönnek, hogy a lény egy a bolygón nem őslakos parazita műve.
Eközben, Mitchellt és Landryt megfigyelik amíg O'Neill tábornok házában szállnak meg. Ahogy a CSK-1 hírét leli, hogy a lények más bolygókon is megjelentek, Mitchell megtudja hogy néhány földi vadász is hasonló támadások áldozata lett. A csapat kétségbeesetten keresi a paraziták eredetét, mikor baljós felfedezést tesznek: nem minden érintett bolygót látogatta meg az Ori, de mindegyiken nemrégen járt a CSK-1. Elrettenve a felfedezéstől, hogy ők lehetnek a gyilkosságok okozói a CSK-1-nek meg kell találnia módját a lények megállítására, mielőtt újra gyilkolnának.

## Külső hivatkozások
- Stargate Wiki link (angolul)

- Hivatalos Csillagkapu oldal. MGM.
- Spoilerek GateWorld oldalról.